# 中野秀幸
中野 秀幸（なかの ひでゆき、1944年12月10日 - ）は競馬専門紙・競馬ブックの栗東担当のトラックマン。

## 人物・経歴
兵庫県出身。血液型はA型。
競馬ブックでは、西日本主場開催（京都・阪神の全開催、初夏の中京及び夏の小倉開催）の編集・本紙予想を担当。長年にわたりKBS京都テレビの「KEIBAワンダーランド」の土曜メイン解説も務めていたが、2010年夏頃の一時期、体調面の問題もありテレビには出演しなくなっていた（「休演中」扱い）。この間中野担当分は日曜メインの藤井嘉夫が代行し、同年7月31日に戻り、その後は「競馬ワンダーランド」土曜最終回となる12月25日まで出演した。